# موکوروتلو
موکوروتلو (به انگلیسی: mokorotlo) نوعی کلاه حصیری سنتی در کشور لسوتو است که طور گسترده‌ای در مراسم سنتی جزء لباس و نماد ملی است. تصویری از موکوروتلو در پرچم لسوتو، و بر روی پلاک خودروهای لسوتو درج داده شده‌است. اعتقاد بر این است که این طرح از شکل مخروطی کوه قیلان الهام گرفته شده‌است.

## نمادگرایی
مردم نمادهای موکوروتلو را در خانه‌های خود به نمایش می‌گذارند و این نشانگر این است که آنها از آداب و رسوم ملی حمایت می‌کنند و نشانگر احترام به آداب بادیمو است.
همچنین برای محافظت از خانه در برابر خطر و سایر تأثیرات شرور نیز مفید است. کلاه بخش مهمی از لباس‌های فرهنگی سانتوس است که برای نمایش هویت و غرور ملی پوشیده می‌شود.

## نگارخانه

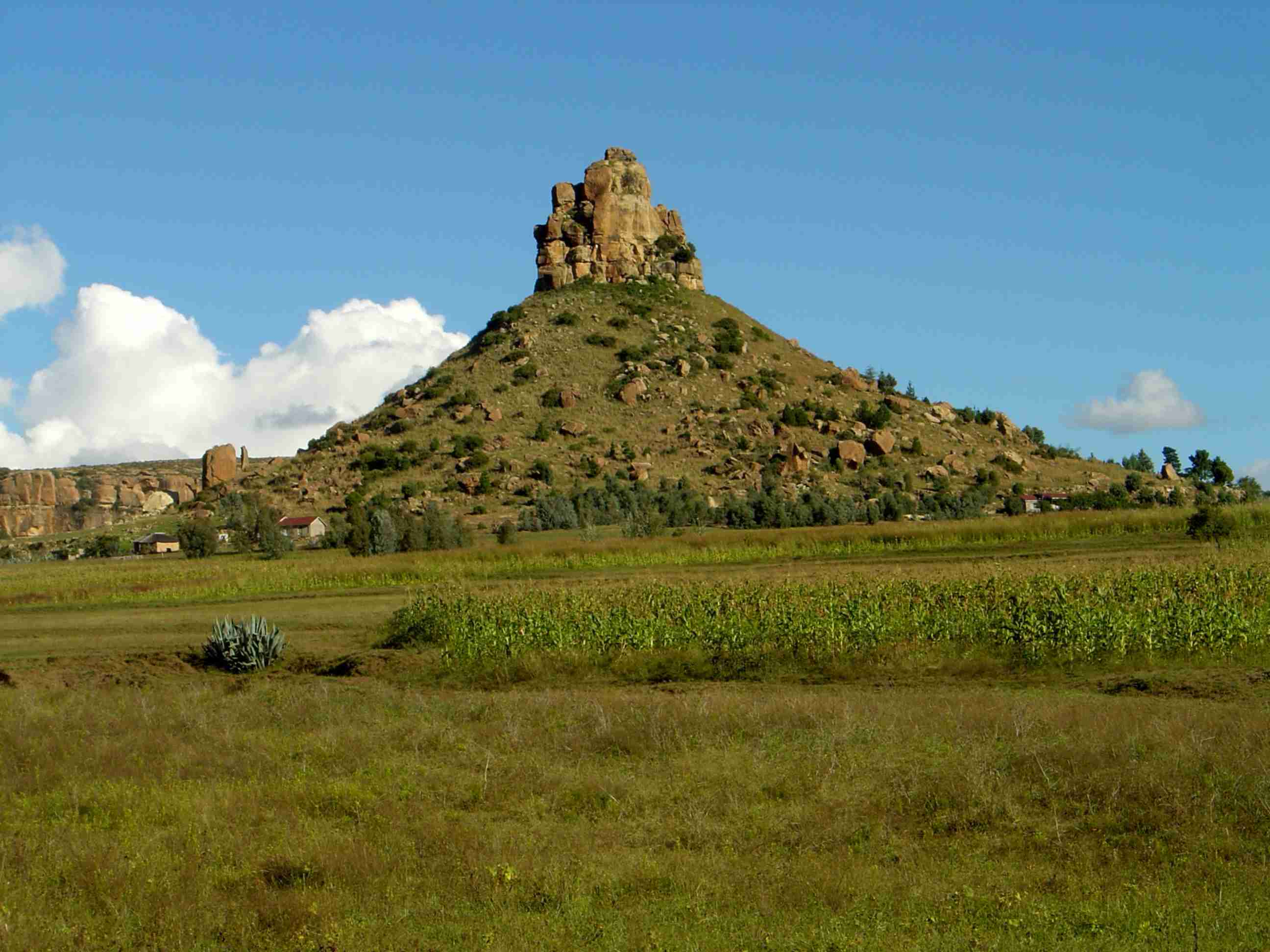
کوه قیلان
پرچم لسوتو از سال ۱۹۶۶ تا ۱۹۸۷.
پرچم لسوتو از سال ۲۰۰۶ تا کنون.
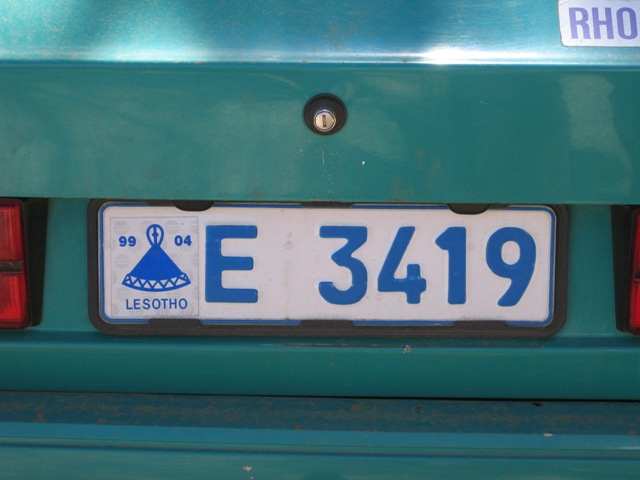
موکوروتلو در پلاک خودروهای لسوتو.
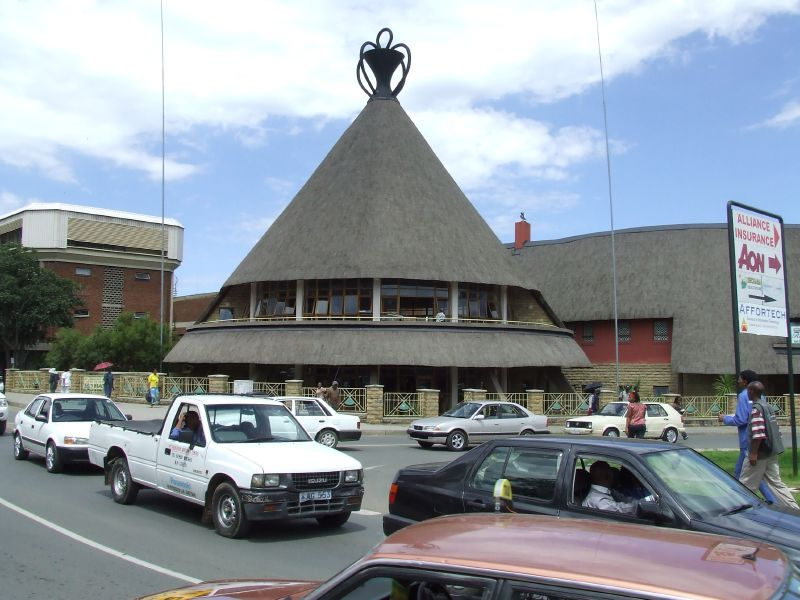
ساختمان کلاه موکوروتلو در ماسرو
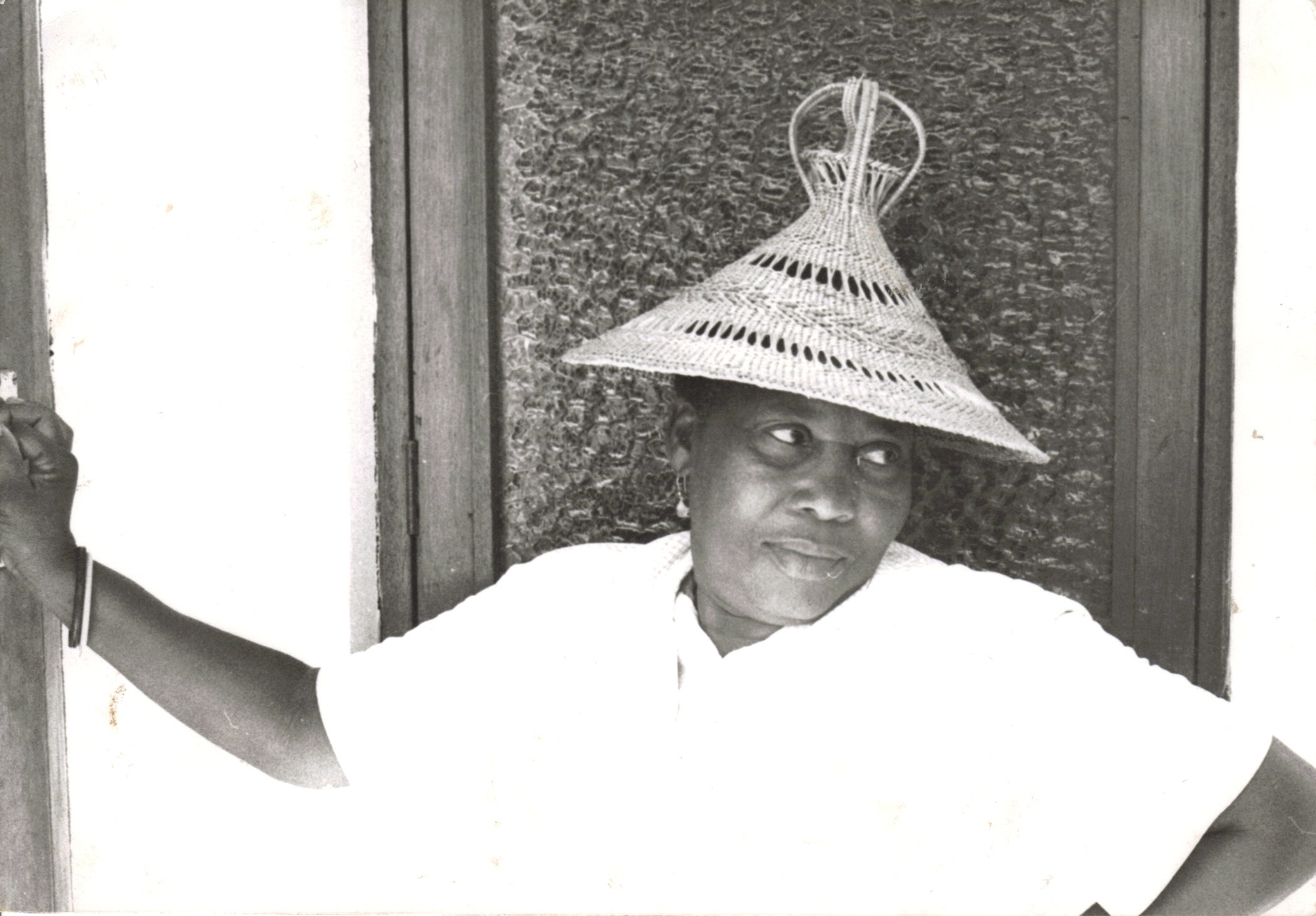
زنی با موکوروتلو بر سر